# Elecciones a la Asamblea Nacional Constituyente de Costa Rica de 1871

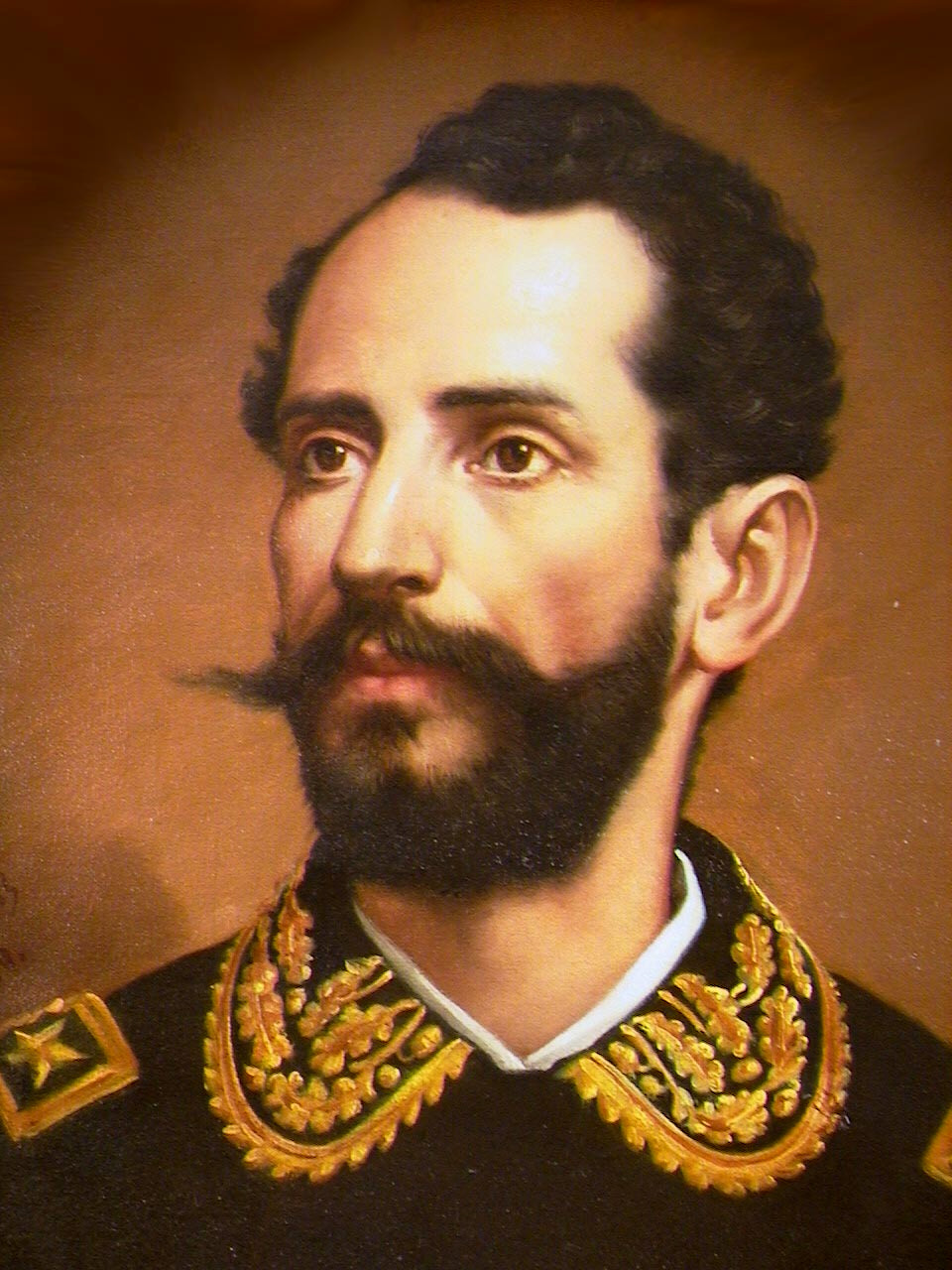
Tomás Guardia.

Las elecciones para diputados constituyentes de Costa Rica de 1871 convocadas por el presidente Tomás Guardia se realizaron en agosto de ese año , poco después de que Guardia disolviera la previa Convención Constituyente convocada por su predecesor, Bruno Carranza, y que inició funciones el 8 de agosto de 1870, justo cuando Carranza presentó su renuncia presionado por Guardia, quien era comandante del Ejército. Pronto las tensiones entre Guardia y los constituyentes carrancistas se hicieron obvias, así que Guardia anuló la Asamblea y convocó a nuevas elecciones haciendo uso de una Ley Electoral diferente. Mientras que para las elecciones de 1870 Carranza utilizó una ley de su creación emitida el 20 de junio de 1870 que establecía como requisitos para poder votar ser mayor de 25 años, poseer una propiedad valuada en al menos mil pesos o una renta anual de quinientos y se prohibió a sacerdotes, militares y funcionarios judiciales ejercer el voto.
Guardia modificó la ley para convocar a estas elecciones estableciendo, entre otras cosas, la eliminación de los requisitos económicos y le permitió a los miembros del clero, el Poder Judicial y la milicia el poder votar y ser electos diputados, así mismo los requisitos eran ser mayor de 25 años, saber leer y escribir y ser residente de la provincia donde se votaba. Esta Convención Nacional Constituyente redactó con éxito la Constitución de 1871 que ha sido la de más larga duración en el país. Salvo por un muy breve lapso Guardia se mantendría en el poder en calidad de dictador hasta su muerte en 1882, período durante el cual sólo se harían convocatorias a elecciones municipales, y dos intentos fracasados de convocar a nuevas constituyentes en 1876 y 1880 que serían cancelados antes de finalizarse por Guardia principalmente por temor a que fueran usadas por la oposición.